# Coccinella hieroglyphica
Espèce
Coccinella hieroglyphica est une espèce de coléoptères de la famille des Coccinellidae.

## Description
Les adultes mesurent de 4 à 5 mm de long. Les élytres sont d'une couleur marron à noire avec des motifs noirs. Le pronotum est noir avec des marques avant latérales blanches, les pattes sont noires.

## Statut
Interdiction d'introduction, de détention, de transport, de reproduction, de mise en vente, de vente, d'achat et de cession de spécimens vivants d'espèces animales exotiques de la faune sauvage, dans la collectivité départementale de Mayotte.

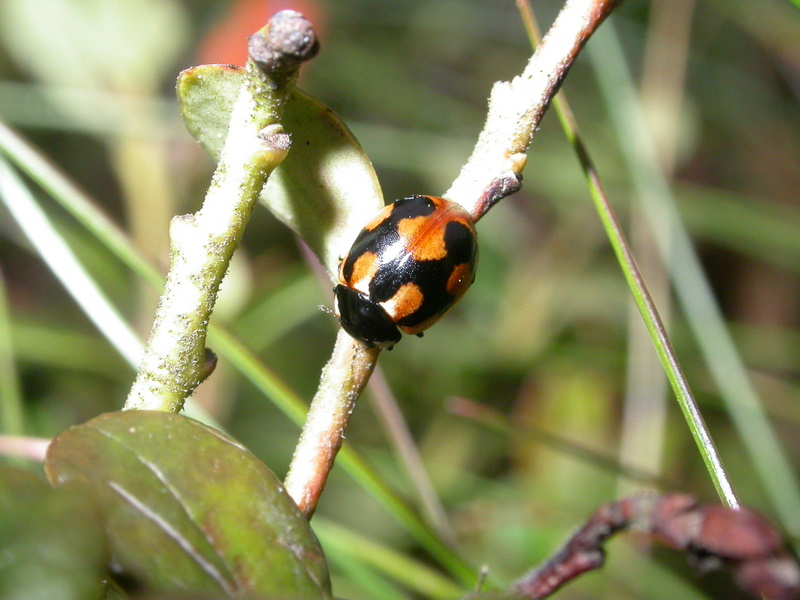
Coccinella hieroglyphica
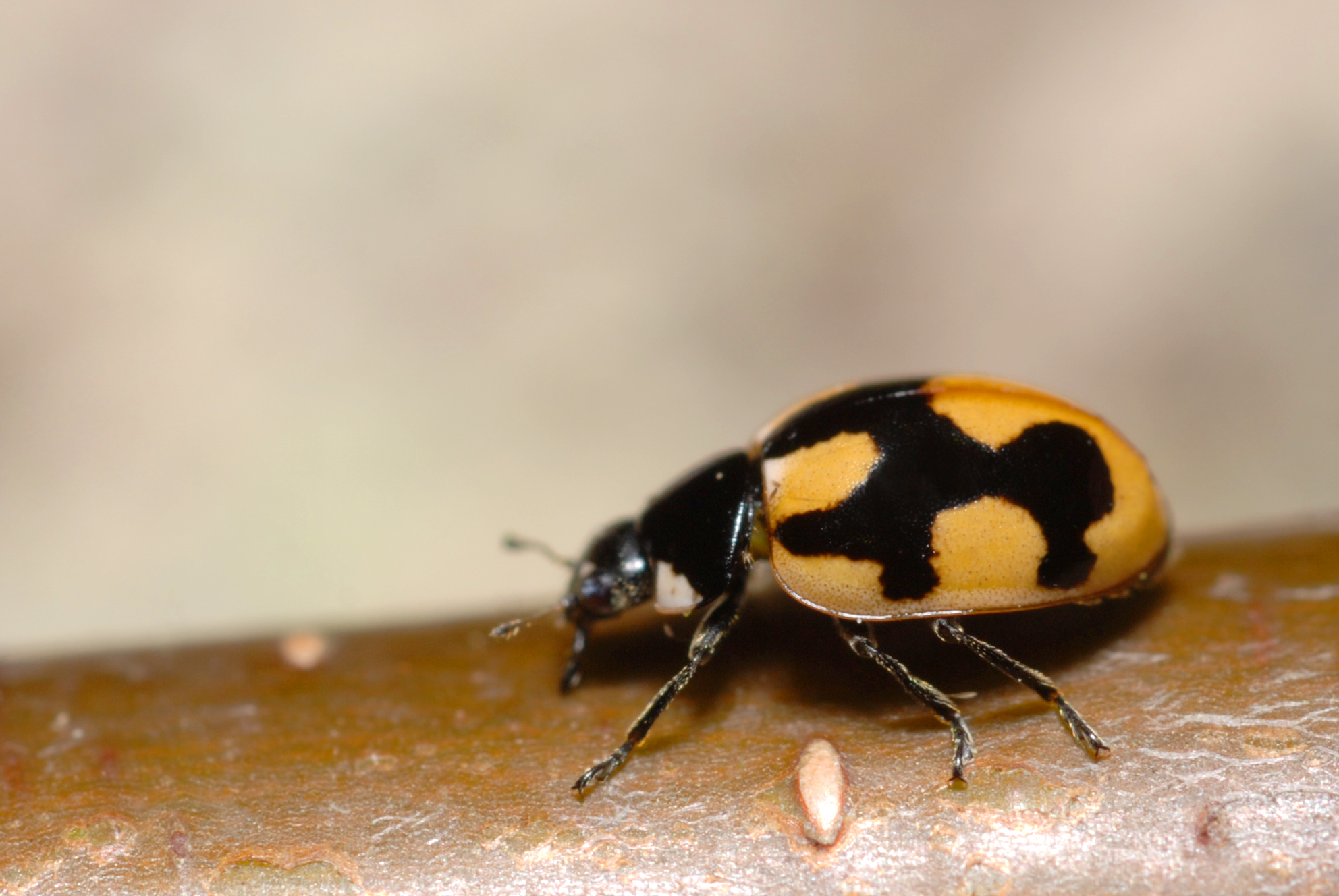
Coccinella hieroglyphica, Belgique
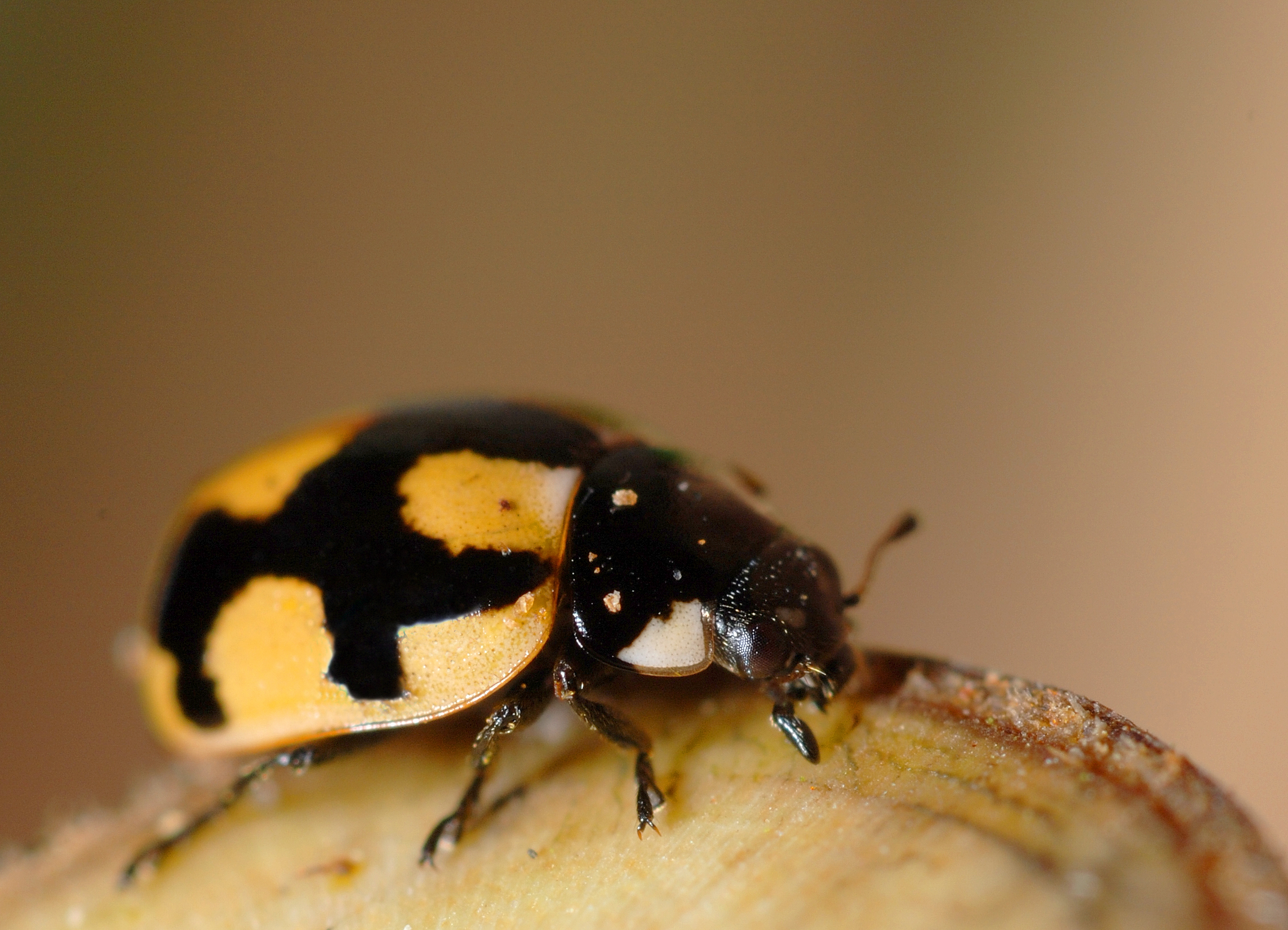
Coccinella hieroglyphica, Belgique